# Nạp Lan Tính Đức
Nạp Lan Tính Đức (Chữ Hán: 納蘭性德, phiên âm: Nalan Xing De; 19 tháng 1 năm 1655 - 1 tháng 7 năm 1685), tên nguyên là  Thành Đức (成德), tự  Dung Nhược (容若), hiệu  Lăng Già Sơn Nhân (楞伽山人), Na Lạp thị, người Mãn Châu Chính Hoàng kỳ, là một học giả, nhà thơ nổi tiếng của nhà Thanh .

## Cuộc đời
Nạp Lan Tính Đức sinh vào ngày 20 tháng chạp (âm lịch), năm Thuận Trị thứ 11 (1654). Ông là con của Đại học sĩ Nạp Lan Minh Châu và Quận chúa Ái Tân Giác La thị - con gái của Anh Thân vương A Tế Cách. Tằng tổ phụ của ông là Kim Đài Thạch - anh trai của Hiếu Từ Cao Hoàng hậu Mạnh Cổ Triết Triết.
Ông từ nhỏ chăm đọc kinh thư, văn võ song toàn. Năm 17 tuổi gia nhập Quốc Tử Giám được Tế tư Từ Văn Nguyên yêu thích và tiến cử cho Nội các Học sĩ Từ Càn Học. Năm 18 tuổi tham gia kỳ thi hương của phủ Thuận Thiên, đỗ Cử nhân trong kỳ thi. Năm 19 tuổi tham gia kỳ thi hội Trung Đệ, đỗ Cống Sĩ.
Năm Khang Hi thứ 20 (1681) vì mắc bệnh mà bỏ lỡ kỳ thi Điện.
Năm thứ 15 (1675) tham gia kỳ thi Điện, trong kỳ thi Nhị Giáp ông xếp thứ bảy, sau đó được phong làm Tiến sĩ. Trong giai đoạn này Nạp Lan Tính Đức phấn đấu, chịu khó học hành bái Từ Càn Học làm thầy.
Nạp Lan Tính Đức trở thành Tiến sĩ năm ấy mới 22 tuổi, Khang Hi yêu tài năng của ông, cũng vì Nạp Lan thị xuất thân hiển hách - gia tộc và Hoàng gia có quan hệ thân thích. Ông được vua Khang Hi giữ lại bên cạnh phong làm Tam đẳng Thị vệ, không lâu sau được thăng lên làm Nhất đẳng Thị vệ, nhiều lần được đi tuần cùng Khang Hi. Ông đã từng phụng chỉ đến vùng đất ở Đông Bắc Trung Quốc, khảo sát tình hình xâm phạm biên giới của nước Nga.
Dưới sự chỉ bảo của Từ Càn Học, ông chỉ trong hai năm đã chủ biên một bộ sách Nho học - " Thông Trí Đường Kinh Giải", được Hoàng đế đánh giá cao, đặt nền móng cho sự phát triển sau này. Ông còn dựa vào những hiểu biết của mình về lịch sử mà cải biên thành văn chương, biên tập bốn quyển " Lục Thủy Đình Tạp Tri", trong đó hàm chứa lịch sử, địa lý, thiên văn, lịch toán, Phật học, âm nhạc, văn học, nghiên cứu..., nó thể hiện tri thức rộng lớn cùng niềm yêu thích của ông. Ông được biết đến như là một tài năng văn chương, tài hoa nhưng yểu mệnh, được tôn là "Thanh sơ đệ nhất từ nhân" (Đệ nhất từ nhân đầu đời Thanh). Ông có nhiều tác phẩm để lại thắm đẫm nổi sầu bi, lụy khổ.
Ông bị bệnh và mất năm Khang Hi thứ 21 (1685), khi mới 31 tuổi. Ông sinh vào thời kì Mãn Hán dung hợp, điển hình của thời đại mà hưng suy của gia đình quý tộc có liên hệ với Vương Triều quốc sử. Ông tuy theo hầu Đế vương, lại hướng tới cuộc sống bình thản.

## Tác phẩm

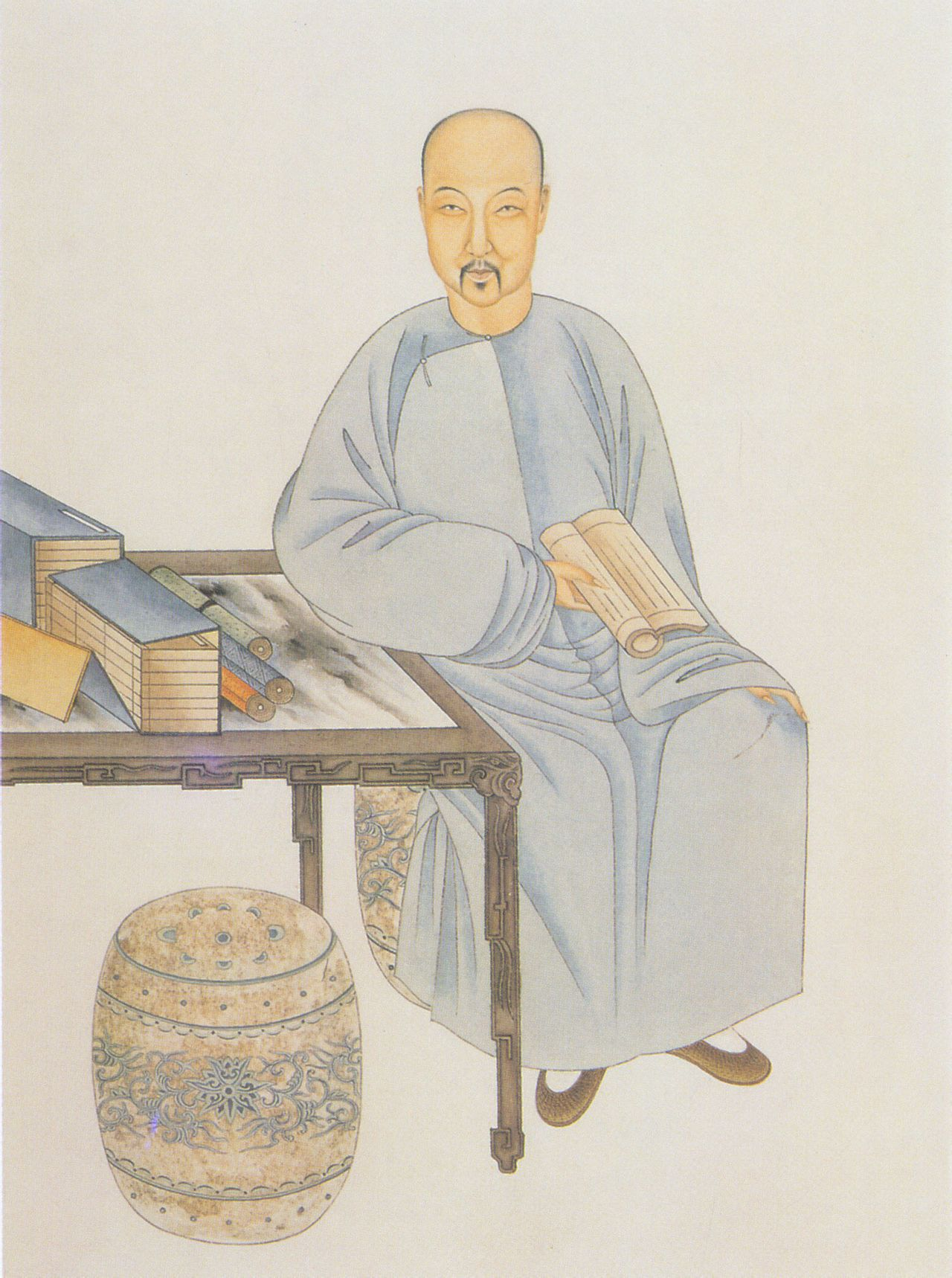
Nạp Lan Tính Đức

Ông có để lại một số tác phẩm, trong đó thể hiện về cách nhìn đối với nhân sinh quan, thế giới quan sầu bi đa cảm, thống khổ, từ của ông đi theo phong cách đa cảm, tự nhiên mà bi thảm, phảng phất như giọng Lý Hậu chủ đời Nam Đường. Các tác phẩm có thể kể đến là 
- Bồ tát man
- Thái tang tử kỳ
- Thái tang tử kỳ 3
- Kim lũ khúc - Tặng Lương Phần
- Thái tang tử - Tái thượng vịnh tuyết hoa
- Trường tương tư
- Họa đường xuân
- Hoán sa khê - Thùy niệm tây phong độc tự lương
- Mộc lan hoa lệnh

Toát lên trong từ của ông là một chữ sầu, nhưng chữ sầu này xử lý tinh thế, một khung cảnh một nghĩa.
Cùng một tâm sự, hai mối tình sầu
Tình vì sầu nhiều, nở nụ cười
Tựa vào khung cửa, không thể sầu
Hát trước mộ phần, sầu chưa tan
Trời bắt ta sầu, vì đa tình
Mỗi một làn khói, một mối sầu
Nỗi sầu không đi, sắc thu khó giữ
Hoặc là bài từ của ông cũng toát lên một nỗi sầu khó tả.
Ta là khách âu sầu nhân gian
Tri quân hà sự, lệ hai hàng
Trong tiếng đoạn trường nghĩ bình sinh.

## Gia đình

### Thê thiếp
- Nguyên phối: Lô thị (卢氏, 1656 - 1677).
- Kế thất: Quan thị (官氏).
- Thiếp: Nhan thị (颜氏).
- Ngoại thất: Thẩm Như (沈宛).

### Hậu duệ
- Con trai:
  1. Phú Cách (富格; 1675 - 1700).
    - Con trai: Chiêm Đại (瞻岱, 1699 - 1740).
      - Con gái: Nạp Lan thị (纳兰氏), năm 1733 gả cho Ngạc Luân (鄂伦), con trai của Ngạc Nhĩ Kỳ (鄂尔奇) - em trai của Đại học sĩ Ngạc Nhĩ Thái.

  2. Phú Nhĩ Đôn (富尔敦, 1677 - ?).
  3. Phú Sâm (富森, 1685 - ?).
- Con gái:
  1. Trưởng nữ (1675 - 1700), nguyên phối của Nội các Học sĩ Cao Kỳ Các (高其倬).
  2. Nạp Lan thị, nguyên phối của Niên Canh Nghiêu.
  3. Nạp Lan thị, gả cho Mã Khách Nạp (马喀纳).

## Trong văn hóa
Cuộc đời sầu bi của ông đã được khắc họa trong các bộ phim, điển hình là bộ phim truyền hình Trung Quốc có tựa đề Yên Hoa Tam Nguyệt (bính âm: Yan Hua Xan Yue, tên tiếng Anh: Misty Love in Palace Place) do diễn viên Trần Hạo Dân thủ vai.
Bộ phim nói về những mối tình của ông, cùng tình bạn giữa Dung Nhược, Khang Hi và Sách Lạp Vượng (con của Sách vương gia) và những sự tranh chấp với vua Khang Hi về một tình yêu dành cho Thẩm Uyển. Nạp Lan Dung Nhược yêu Thẩm Uyển (Cao Viên Viên đóng), con gái của một phạm nhân triều đình, nhưng vua Khang Hi cũng yêu nàng (phát sinh trong cuộc du hành Giang Nam). Phim kết thúc bằng một kết cục buồn sầu, đó là Thẩm Uyên bị chết vì cứu Khang Hi, Nạp Lan Dung Nhược sầu thảm, xin ra trận đánh nhau với quân Cát Nhĩ Đan và có tin báo tử trận. Gia tộc của Minh Châu tiêu điều.
Trong bộ phim Đại Nội Thị Vệ (2011) do hãng TVB sản xuất, nội dung phim nói về cuộc đời của các thị vệ trong Tử Cấm Thành, bên cạnh đó cũng có hình ảnh nhân vật Nạp Lan Tính Đức tuổi trẻ tài cao, trung nghĩa với Khang Hi.
Trong bộ phim "Tịch Mịch Không Đình Xuân Dục Vãn" (2016) nội dung về cuộc tình giữa Nạp Lan Tính Đức, vua Khang Hi và Vệ Lâm Lang - xây dựng trên nguyên mẫu của Lương phi Vệ thị.